# Stefan Reinartz
Stefan Reinartz (ur. 1 stycznia 1989 w Engelskirchen) – były niemiecki piłkarz występujący na pozycji obrońcy lub pomocnika.

## Kariera klubowa
Karierę seniorską rozpoczął w 2007 roku w Bayerze Leverkusen II. Rok później zadebiutował w pierwszej drużynie. 23 września wystąpił w meczu 2 rundy Pucharu Niemiec z FC Augsburg (2:0). Wszedł wtedy na boisko w 86 minucie. W Bundeslidze pierwsze spotkanie rozegrał natomiast 8 sierpnia 2009 roku z FSV Mainz (2:2). Od 2009 roku przebywał na wypożyczeniu w 1. FC Nürnberg. W 2. Bundeslidze zadebiutował 9 lutego w spotkaniu z 1. FC Kaiserslautern (3:0). 27 maja 2016 roku podjął decyzję o zakończeniu profesjonalnej kariery z powodu kontuzji.

## Kariera reprezentacyjna
Reinartz w 2007 zadebiutował w reprezentacji Niemiec U-19. Zagrał w niej 10 meczów, strzelając jedną bramkę. W 2009 roku wystąpił w reprezentacji U-20 oraz U-21, łącznie grając w 5 spotkaniach. W reprezentacji seniorów zadebiutował w barwach Niemiec w meczu towarzyskim przeciwko reprezentacji Malty 13 Maja 2010r. wygranym 3-0 przez Niemcy.

## Sukcesy

### Indywidualne
- Medal Fritza Waltera: Brąz w 2007 (U-18)[a]